# 구글 페이지 크리에이터
구글 페이지 크리에이터(Google Page Creator)는 구글이 제공하는 웹사이트 생성 및 호스팅 서비스이다. HTML이나 CSS 지식이 필요하지 않은 기본 웹사이트 디자인을 위한 도구였다.
2008년 9월 구글은 페이지 크리에이터에 대한 신규 가입을 허용하지 않고 대신 사용자에게 구글 사이트 도구를 사용하도록 권장한다고 발표했다. 이 서비스는 2009년에 종료되었으며 기존 게시된 페이지는 구글 사이트 도구로 이전되었다.
이 서비스의 가장 유명한 사용 사례 중 하나는 levarburton.com이다.

## 같이 보기
- 블로거 (서비스)